# Luhaň
Luhaň (rusky Лугань, ukrajinsky Лугань) je řeka v Doněcké a v Luhanské oblasti na Ukrajině. Je 198 km dlouhá. Povodí má rozlohu 3740 km².

## Průběh toku
Pramení severovýchodně od Horlivky a teče přes Doněcký krjaž. Ústí zprava do Severního Doňce (povodí Donu).

## Vodní stav
Převládajícím zdrojem vody jsou sněhové srážky. Průměrný roční průtok vody na horním toku ve vzdálenosti 130 km od ústí činí 14 m³/s, maximální dosahuje 121 m³/s. V létě řeka na dva měsíce vysychá. Zamrzlá je proměnlivě, většinou od prosince do březnu.

## Využití
Na řece leží města Pervomajsk, Kirovsk, Zymohirja, Oleksandrivsk, Luhansk.